# Arena das Dunas
Arena das Dunas (svenska: Sanddynsarenan) är en fotbollsarena i Natal, Brasilien. Arenan är en av värdarenorna för världsmästerskapet i fotboll 2014. Den började byggas i januari 2011 och blev färdigställd samma månad 2014.